# Elizabeth Anionwu
Dama Elizabeth Nneka Anionwu (nascida Elizabeth Mary Furlong; em 2 de julho de 1947) é uma enfermeira britânica, administradora de saúde, palestrante e professora emérita de enfermagem na University of West London.
Em 1979, Elizabeth Anionwu tornou-se a primeira enfermeira especialista em anemia falciforme e talassemia do Reino Unido, ajudando a estabelecer o Brent Sickle Cell and Talassemia Counseling center com a consultora hematologista Milica Brozovic. Em 1998, então Professora de Enfermagem, Elizabeth Anionwu criou o Mary Seacole Centre for Nursing Practice na University of West London, no Reino Unido. Ela possui a Ordem do Mérito, foi nomeada Dame Commander da Ordem do Império Britânico e é membro do Royal College of Nursing (RCN). Ela se aposentou em 2007 e, em 2016, publicou suas memórias, Mixed Blessings from a Cambridge Union.

## Vida pregressa
Elizabeth Nneka Anionwu nasceu Elizabeth Mary Furlong em Birmingham, na Inglaterra, filha de mãe irlandesa e pai nigeriano. Sua mãe, Mary Maureen Furlong, estava em seu segundo ano estudando clássicos no Newnham College, da Universidade de Cambridge. Seu pai, Lawrence Odiatu Victor Anionwu, estudava direito na Universidade de Cambridge.
Sua educação foi fortemente afetada pela mudança entre instituições e família. Ela passou pouco mais de dois anos morando com a mãe, relacionamento que acabou quando o padrasto, que não a aceitava e bebia muito, passou a agredi-la fisicamente. Ela foi colocada em um orfanato católico onde foi cuidada por freiras, incluindo vários anos no convento Nazareth House, em Birmingham.
Frequentemente severamente punida e humilhada por fazer xixi na cama, ela se lembra de ter sido obrigada a ficar de pé com um lençol encharcado de urina sobre a cabeça como punição por fazer xixi na cama. No livro, ela lembra que, mais tarde na vida, quando trabalhava como visitadora de saúde, "fiz questão de me manter atualizada com tratamentos mais humanos para enurese noturna". No entanto, ela lamentou deixar o convento para ir morar com sua mãe. Todo período de relativa estabilidade na infância terminava em colapso repentino. Após uma infância instável, ela se qualificou como enfermeira e depois como visitadora de saúde. Pouco antes de completar 25 anos, ela repentinamente encontrou seu pai: o advogado e ex-embaixador da Nigéria na Itália e no Vaticano, Lawrence Anionwu. Ela deveria visitar a Nigéria com frequência e mais tarde mudou seu sobrenome para Anionwu.

## Família
Elizabeth Anionwu creditou a seu pai, Lawrence Anionwu, advogado e diplomata, a primeira pessoa a aconselhá-la sobre carreira. Elizabeth Anionwu tem uma filha: Azuka Oforka, atriz na série de drama médicoCasualty, da BBC One.

## Carreira
Elizabeth Anionwu começou sua carreira de enfermeira inspirada por uma freira que cuidava de seu eczema. Aos 16 anos, ela deixou a escola com sete O-levels e começou a trabalhar como auxiliar de enfermagem escolar em Wolverhampton, na Inglaterra. Ela continuou com os estudos para se tornar enfermeira, visitadora de saúde e tutora. Ela viajou para os Estados Unidos para estudar aconselhamento para centros de anemia falciforme e talassemia, pois os cursos não estavam disponíveis no Reino Unido. Em 1979, ela trabalhou com o Dr. Milica Brozovic para criar o primeiro centro de aconselhamento sobre anemia falciforme e talassemia do Reino Unido no bairro londrino de Brent. Este foi o primeiro de mais de 30 centros no Reino Unido usando o Brent Centre como modelo.[carece de fontes?]
Em 1990, Elizabeth Anionwu foi professora no Institute of Child Health, University College London, posteriormente promovida a professora sênior. Com a ajuda do professor Marcus Pembrey, Elizabeth Anionwu ministrou um curso na University College London para funcionários do Serviço Nacional de Saúde (NHS) que trabalhavam com comunidades afetadas ou em risco de doença falciforme, fibrose cística, doença de Tay-Sachs e [[Talassemia|talassemia.[carece de fontes?]]]

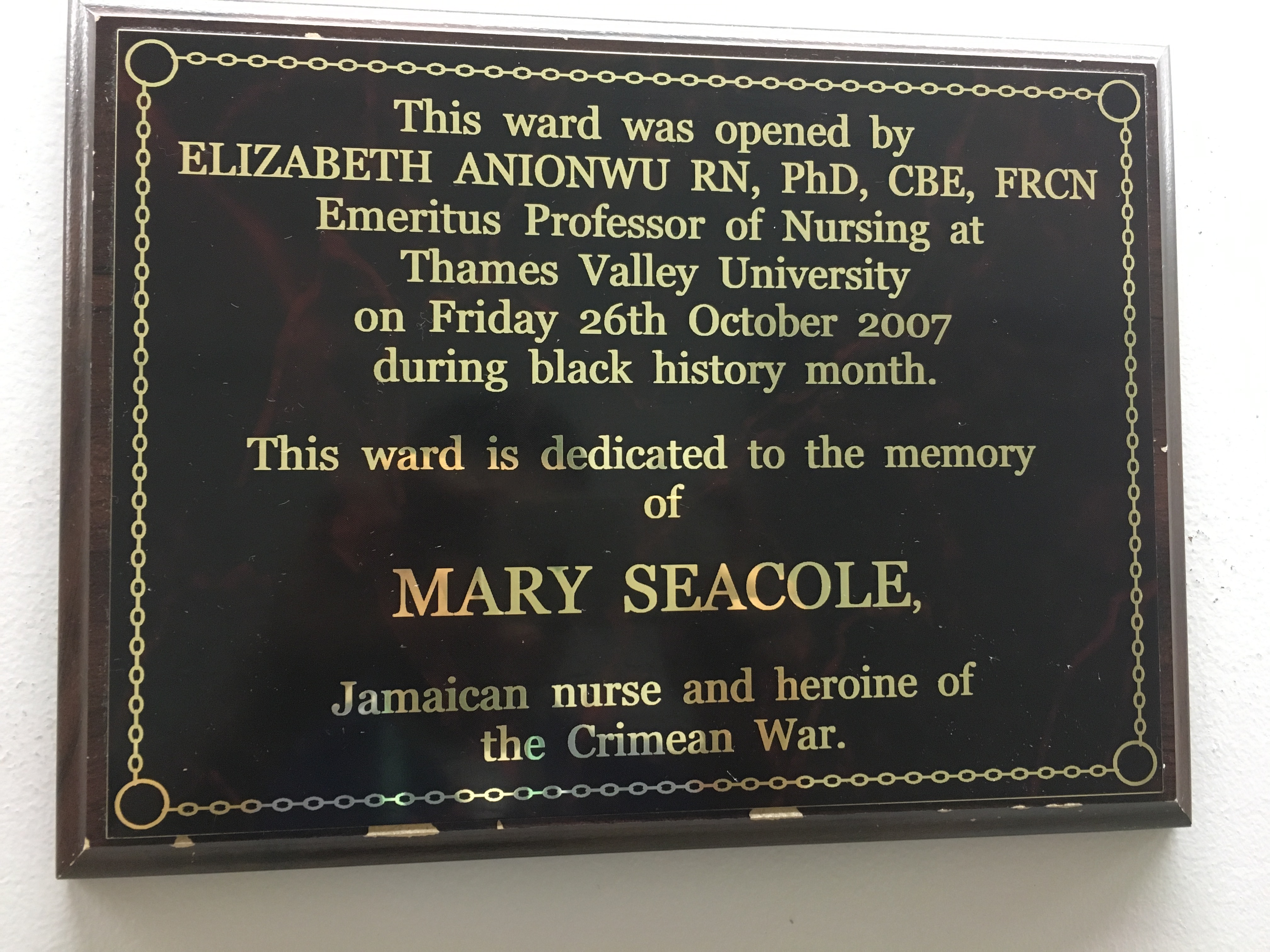
Placa da enfermaria com o nome de Mary Seacole no Whittington Hospital, no norte de Londres.

Elizabeth Anionwu foi nomeada reitora da Escola de Estudos de Enfermagem para Adultos e Professora de Enfermagem da University of West London. Então ela criou o Mary Seacole Centre for Nursing Practice na University of West London, e aposentando-se em 2007. Em 2003, ela se tornou administradora e, posteriormente, vice-presidente do Mary Seacole Memorial Statue Appeal. Após a inauguração da estátua no Hospital St Thomas, em junho de 2016, ela foi nomeada Patrona Vitalícia do Mary Seacole Trust.
Elizabeth Anionwu também é patrona de outras instituições de caridade:
- Sociedade Falciforme
- Associação de Caridade de Enfermeiras Nigerianas do Reino Unido
- Vice-presidente da Unite / Associação de Profissionais Comunitários e Visitantes de Saúde
- Conselheiro Honorário do Grupo Consultivo Estratégico Negro e Minoritário Étnico da Diretora de Enfermagem da Inglaterra

## Prêmios
Elizabeth Anionwu foi nomeada Comandante da Ordem do Império Britânico (CBE) nas honras de aniversário de 2001, por seus serviços prestados à enfermagem. Em 2004, ela foi premiada com o Fellowship do Royal College of Nursing (FRCN) por desenvolver o centro de aconselhamento sobre anemia falciforme e talassemia. Em 2007, após sua aposentadoria, ela foi nomeada Professora Emérita de Enfermagem na University of West London .
Em 2010, ela foi incluída no Hall da Fama de Enfermagem da Nursing Times  pela dedicação ao desenvolvimento de serviços liderados por enfermeiras. Ela também recebeu o prêmio Lifetime Achievement Award de 2015, na categoria Divas de Cor. Elizabeth Anionwu foi nomeada Dama Comandante da Ordem do Império Britânico (DBE) nas Honras de Ano Novo de 2017, por serviços prestados à enfermagem e pelo Recurso da Estátua de Mary Seacole. Elizabeth Anionwu recebeu uma bolsa do Queen's Nursing Institute em outubro de 2017.
Em 2019, em reconhecimento à grande contribuição de Elizabeth Anionwu para enfermagem, pesquisa e campanha, a Universidade de St Andrews conferiu a ela o grau de Doutora honoris causa em Ciências. Também em 2019, ela recebeu um doutorado honorário da Birmingham City University, em reconhecimento à sua grande contribuição para a profissão de enfermagem.
No Pride of Britain Awards em outubro de 2019, Elizabeth Anionwu recebeu o Lifetime Achievement Award, "em reconhecimento à sua paixão pela enfermagem e dedicação à redução das desigualdades na saúde", sendo a apresentação feita por Janet Jackson.
Em 31 de maio de 2020, Elizabeth Anionwu foi o tema de um episódio de Desert Island Discs, na BBC Radio 4. Ela estava na lista das 100 mulheres da BBC (BBC), anunciada no final daquele ano, em 23 de novembro.
Elizabeth foi condecorada com a Ordem do Mérito em 2022.

## Publicações
Ao longo de sua carreira, Elizabeth Anionwu publicou muitos trabalhos. Em 2016, ela publicou um livro de memórias chamado Mixed Blessing from a Cambridge Union (ISBN 978-0-9955268-0-8).
Elizabeth Anionwu publicou trabalhos relacionados ao seu campo de trabalho e estudo em vários periódicos. Ela escreveu panfletos informativos para familiares de pacientes com anemia falciforme, enfermeiras que cuidam de pacientes com anemia falciforme e informações para a população em geral.

### Escritos selecionados
- 1977: "Autoajuda na Anemia Falciforme". World Medicine 12(25): 86–91.
- 1978: "Ameaça Falciforme no Sangue". Espelho de enfermagem; 147(3): 16–19.
- 1981: (com A. Beattie) "Aprendendo a lidar com a doença falciforme - a experiência de um pai". Tempos de Enfermagem; 77(28): 1214–19.
- 1982: "Doença falciforme". Visitante de Saúde; 55: 336–341.
- 1983: "Doença falciforme: triagem e aconselhamento no período pré-natal e neonatal". Parteira, Visitadora de Saúde e Enfermeira Comunitária ; 19: 402–406 (Parte 1, outubro).
- 1984: (com M. Brozovic) "Doença falciforme na Grã-Bretanha". Jornal de Patologia Clínica; 37: 1321–1326.
- 1985: "Percepção da Dor na Crise Falciforme". In: A. Baughan (ed. ), Dor na Doença Falciforme . Sociedade Falciforme, 1985.
- 1986: (com H. Jibril) Doença Falciforme – Um guia para famílias . Londres: Collins.
- 1988: (com N. Patel, G. Kanji, H. Renges, M. Brozovic) "Counseling for Prenatal Diagnosis of Falciforme e Beta Talassemia Major. Uma experiência de quatro anos". Jornal de Genética Médica; 25:769–72.
- 1989: (com OO Akinyanju) "Treinamento de conselheiros sobre doenças falciformes na África". A Lanceta; 1: 653–654.
- 1991: "Ensino de Genética Comunitária". Enfermagem; 4(42): 37–38.
- 1992: "Distúrbios falciformes em crianças em idade escolar". Visitante de Saúde; 65(4): 120–122.
- 1993: "Genética – Uma Filosofia da Perfeição?" In: Beattie A., M. Gott, L. Jones & M. Sidell (eds), Reader in Health & Well Being . Macmillan/Open University Press, 1993: 76–83.
- 1994: "Mulheres e doenças falciformes". In: Wilson, M. (ed. ), The Black Women's Health Book, Londres: Virago Press, 1994, pp.6174.
- 1996: (com L. Laird, C. Dezateux) "Triagem neonatal para doenças falciformes: e os bebês portadores?" British Medical Journal, 313:407–411.
- 1997: "Hemoglobinopatias". Enfermeira prática 25 de abril:13;374–379.
- 1998: (com J. Chapple) "Avaliação das Necessidades de Saúde: Serviços Genéticos". Capítulo 12, em: S. Rawaf & V. Bahl (eds), Avaliação das necessidades de saúde de pessoas de grupos étnicos minoritários . Londres: Royal College of Physicians, 1998, pp.169–190.
- 1999: "Na Sombra da Lâmpada. A história da heroína desconhecida da enfermagem da Crimeia". Atenção Primária de Enfermagem, novembro, pp.21–22.
- 2000: (com D. Sookhoo, J. Adams) "In the Melting Pot". Enfermagem Times 96:29, pp.40–41.
- 2001: "Triagem e Aconselhamento Genético na Doença Falciforme". Arquivos de Ibadan Medicine, vol. 2, nº 2, pp.54–56.
- 2002: "Úlceras nas pernas e doenças falciformes". Tempos de enfermagem, vol. 98, nº 25, pp.56–57.
- 2003: "É hora de uma estátua de Mary Seacole". Nursing Times 99(32): 17 (12 de agosto).
- 2004: "A entrada de enfermagem é crucial para a política de genética". Enfermagem Times 100 (25): 18. (22 de junho).
- 2005: Uma breve história de Mary Seacole: um recurso para enfermeiras e estudantes . Londres: Royal College of Nursing.
- 2006: (com E. Oteng-Ntim, C. Cottee, S. Bewley) "Doença Falciforme na Gravidez". Atual Obstetrícia e Ginecologia . 16: 353–360.
- 2007: "Deixando minha marca". Enfermeira Pesquisadora 14 (2): 84–86.
- 2008: "Doença falciforme: a qualidade dos cuidados precisa melhorar no NHS". Diversidade em Saúde e Assistência Social . 15 de dezembro, 5:237–9.
- 2009: "A doença falciforme está aumentando e os enfermeiros precisam estar atentos". Notícias do Conselho de Enfermagem e Obstetrícia, Edição 28/Maio, p.12.
- 2012: "Mary Seacole: cuidados de enfermagem em muitas terras". British Journal of Healthcare Assistants, maio, vol. 6, nº 5.
- 2013: "Recortando três mitos sobre Mary Seacole". Jornal britânico de assistentes de saúde. Outubro, vol. 7, nº 10.
- 2014: (com A. Leary) "Modelagem da atividade complexa de enfermeiras especializadas em anemia falciforme e talassemia na Inglaterra". Enfermeira Clínica Especialista, Setembro/Outubro, Vol. 28, Edição 5, pp.277–282.
- 2014: (com C. Staring-Derks, J. Staring) "Mary Seacole: Global Nurse Extraordinaire". Journal of Advanced Nursing, Volume 71, Edição 3, pp.475–712.[26]